# Heinrich Keller (Kartograf, 1778)

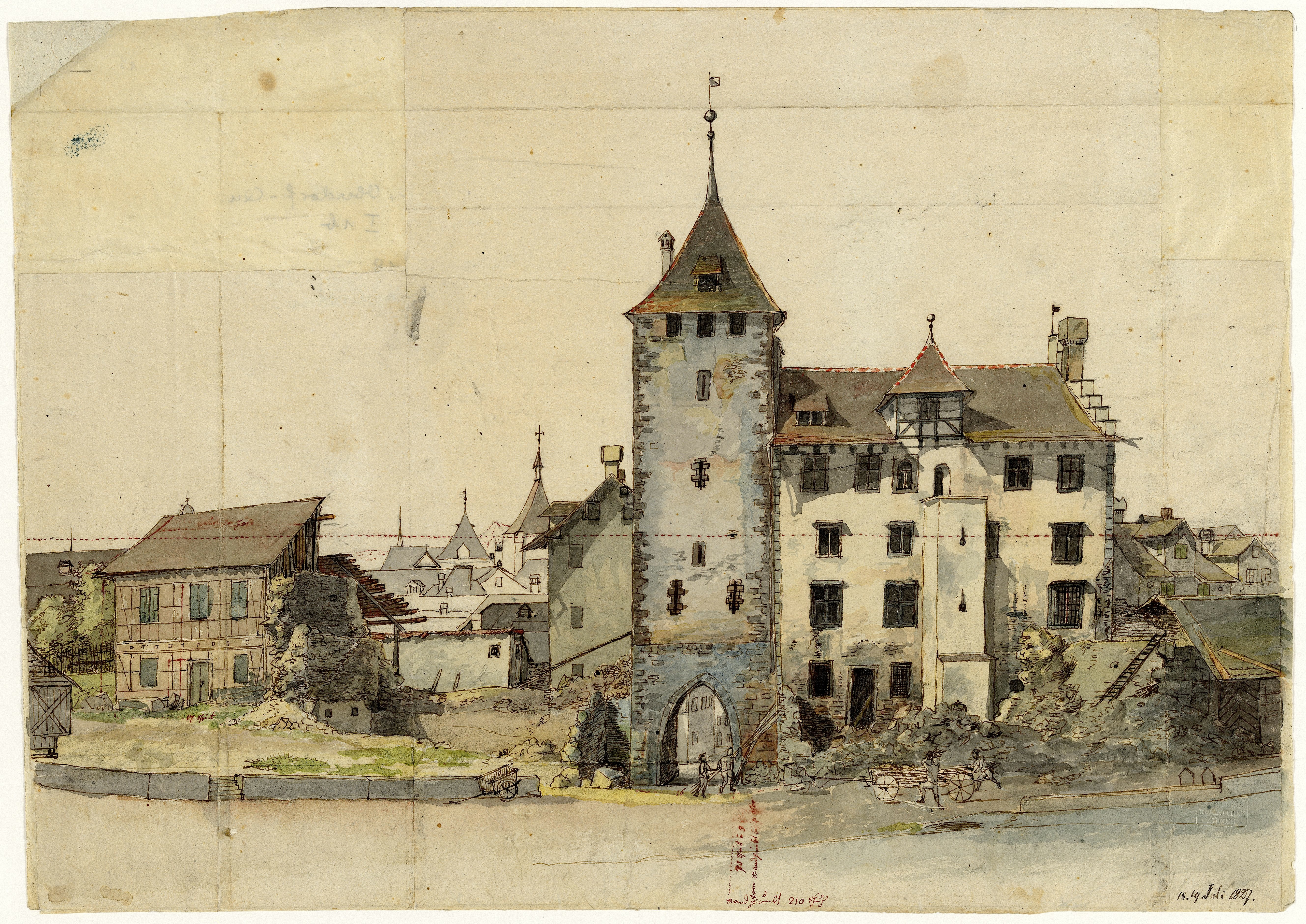
Abbruch des Neumarkttors im Juli 1827.

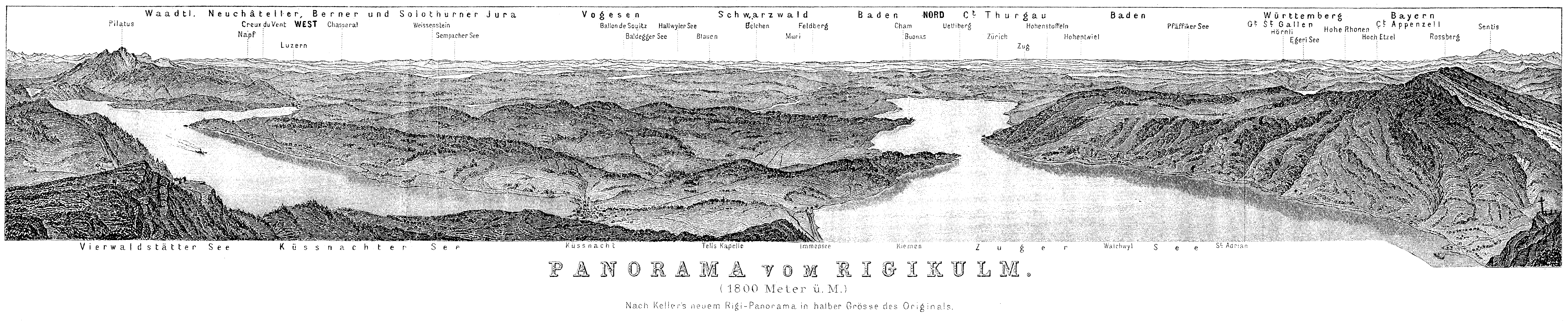
Panorama von der Rigi aus gesehen.

Heinrich Keller (* 11. Oktober 1778 in Zürich; † 18. September 1862 ebenda) war ein Zürcher Radierer, Lithograf, Panoramenzeichner und Kartograf.

## Leben und Werk
Keller entstammte einer in einfachen Verhältnissen lebenden Familie aus Zürich, sein Vater war Bäcker. Im Alter von acht Jahren zog er sich bei einem Treppensturz einen komplizierten Oberschenkelbruch zu, der nur schwer verheilte und ihn zu langer Bettruhe zwang. Später musste er mehrere Jahre an Krücken gehen.
Während seiner langen Genesungszeit entdeckte Keller seine Freude an Landkarten und begann sie zu kopieren. Wieder einigermassen gesund, arbeitete er ohne grossen Erfolg für Lavaters Physiognomik, später zeichnete er Landschaftsbilder. Nach 1797 kam er in die Lehre beim Maler und Kunsthändler Johann Heinrich Füssli (1755–1829) in Zürich und arbeitete dort bis 1815. 1799 hatte er eine Karte für ein Reisehandbuch gezeichnet, später folgten ähnlich Werke. 1827 erschien eine Karten des Kantons Zürich, 1830 eine Wandkarte der Schweiz. Gefördert wurde Keller unter anderem auch durch Hans Conrad Escher von der Linth.
Als einer der ersten Zeichner entwarf Keller Panorama-Ansichten, die ihm grosse Anerkennung brachten. Trotz seiner Behinderung bestieg er den Albis, die Rigi und den Üetliberg. Der Kupferstecher Jakob Samuel Johann Scheuermann stach dessen gezeichnetes Werk von 1815 Panorama vom Rigi-Berg in Kupfer. Später arbeitete auch der Sohn von Scheurmann Jakob Emanuel für Keller.
1817 trennte er sich von Füssli und führte fortan seinen eigenen Verlag in seinem Haus an der Unteren Zäune 23. Keller zeichnete neben Karten von Schweizer Ortschaften für den Schulunterricht sogenannte «Zonengemälde», in denen er verschiedene Regionen der Welt mit Bewohnern, Tieren und Erzeugnissen einzufangen versuchte. Von Keller stammen die ersten Schweizer Schulkarten (1823), Schulwandkarten (1830) und der älteste Schweizer Schulatlas (1842).
Sein gleichnamiger Sohn (1829–1911), der ebenfalls als Kartograf arbeitete, führte die kartografische Anstalt des Vaters weiter. 1909 wurde der Betrieb von Kümmerly+Frey in Bern übernommen.

## Zürcher Karte

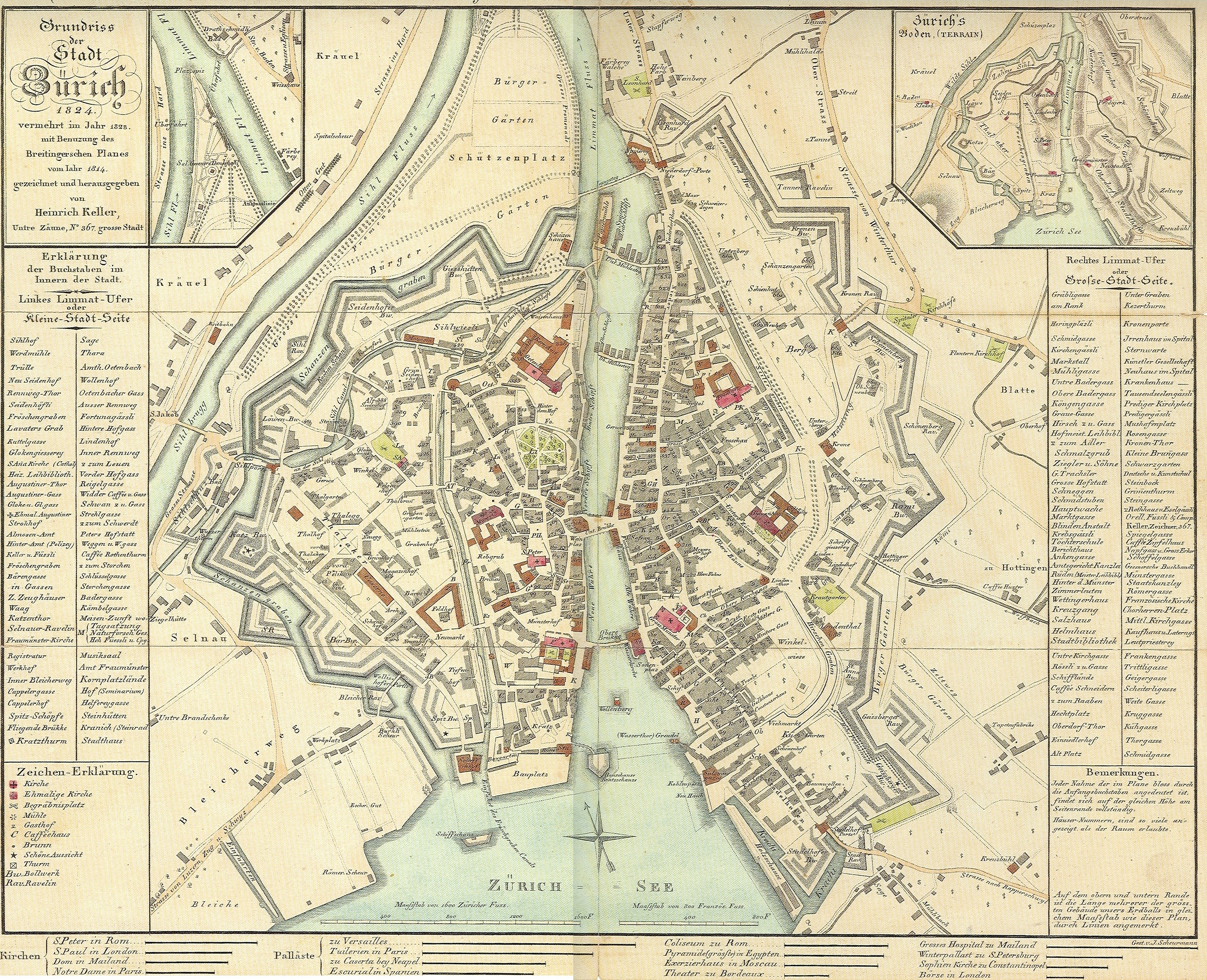
Kellers Plan der Stadt Zürich von 1824

Die Karte der Stadt Zürich zeichnete Keller 1824 und legte sie 1828 mit verschiedenen Änderungen noch einmal auf. Sein «Grundriss der Stadt Zürich» gibt das Bild Zürichs wieder, kurz bevor nach 1830 die Industrialisierung einsetzte. Auffallend sind die im 17. Jahrhundert gebauten Schanzen, die die Stadt gegen Feinde schützen sollten. An der Stelle der heutigen Bahnhofstrasse verläuft noch der Fröschengraben, der den Verlauf der früheren Stadtbefestigung anzeigt. Der Plan wird ergänzt durch zwei Karten; die eine zeigt die Einmündung der Sihl in die Limmat, die andere eine Übersicht über Zürich.
Als Kuriosum sind auf dem Plan im gleichen Massstab die Grössen anderer berühmter Bauten eingezeichnet, so zum Beispiel die Waterloo-Bridge in London oder das Schloss Versailles, die ungefähr gleich lang sind und vom Bürkliplatz bis zum Paradeplatz reichen würden.

## Zürcher Kantonskarte
1828 erschien Kellers Karte des Kantons Zürich «Der Canton Zürich mit seinen nähren Angränzungen». Sie war auf Leinen aufgezogen und mass 50 auf 54 Zentimeter. 16 kleine Detailpläne an den Rändern zeigten ausgewählte Ortschaften. Die Kirchen aller grösseren Orte sind als kleine Ansichten dargestellt.

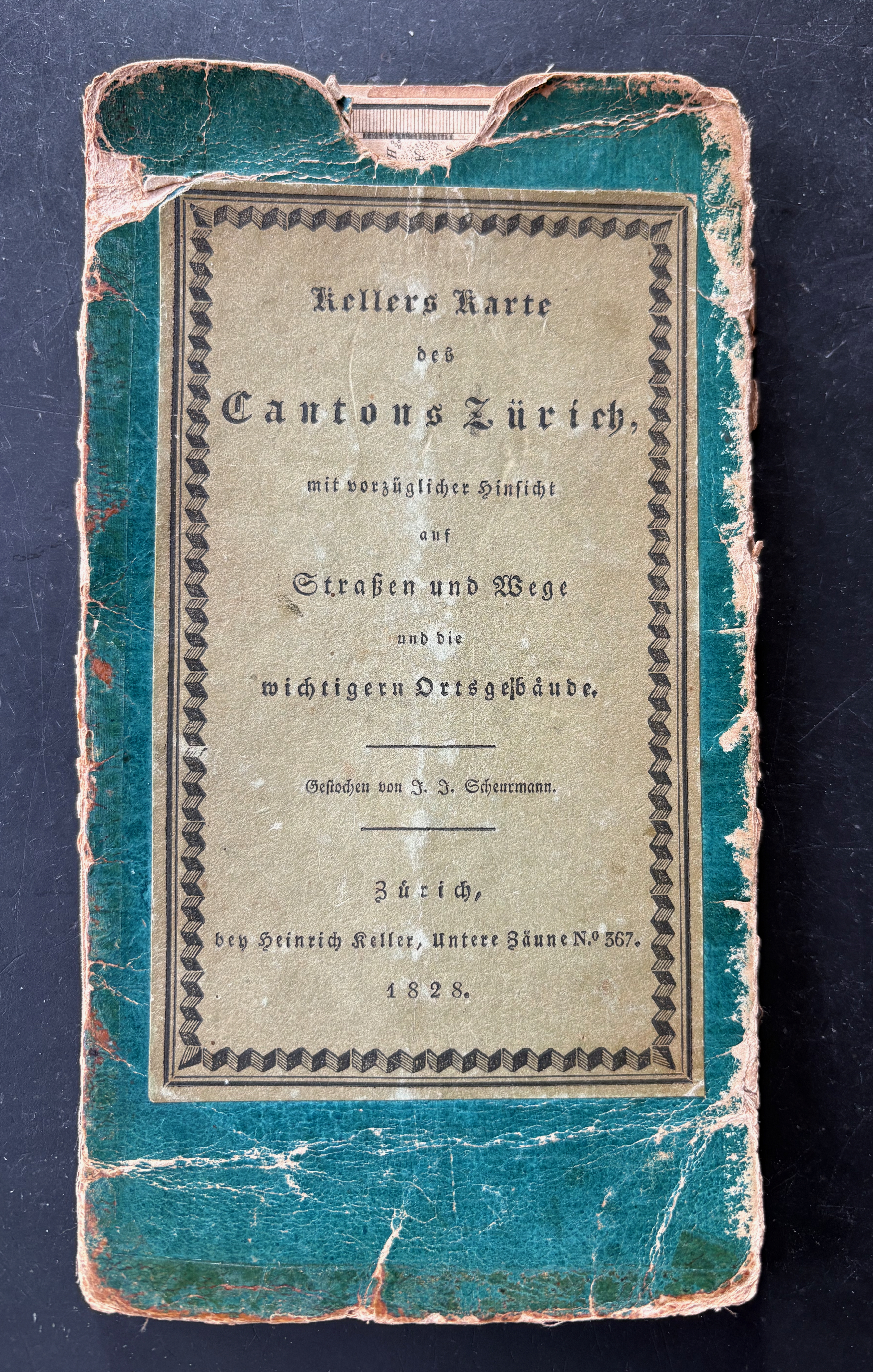
Vorderseite
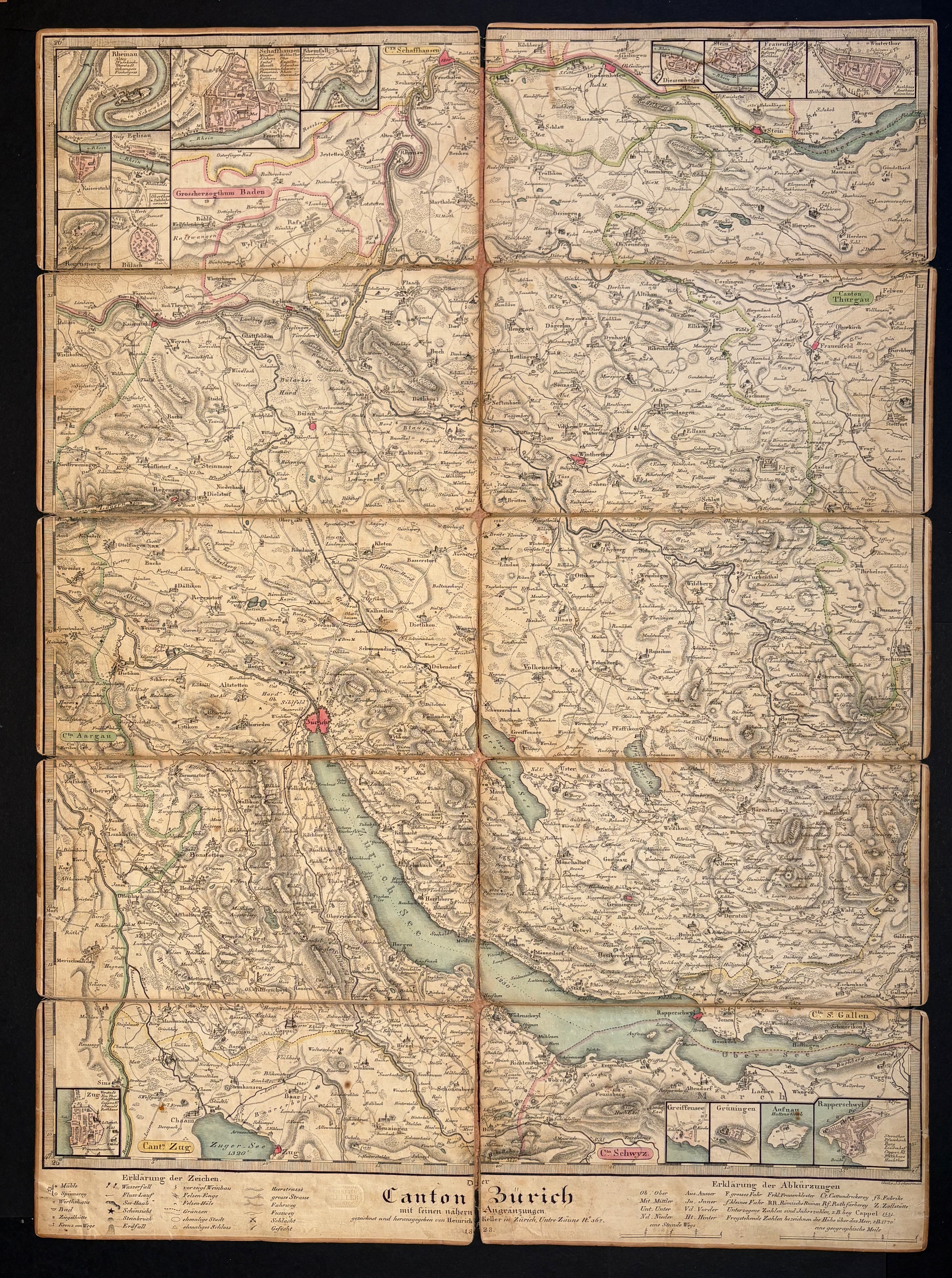
Kantonskarte
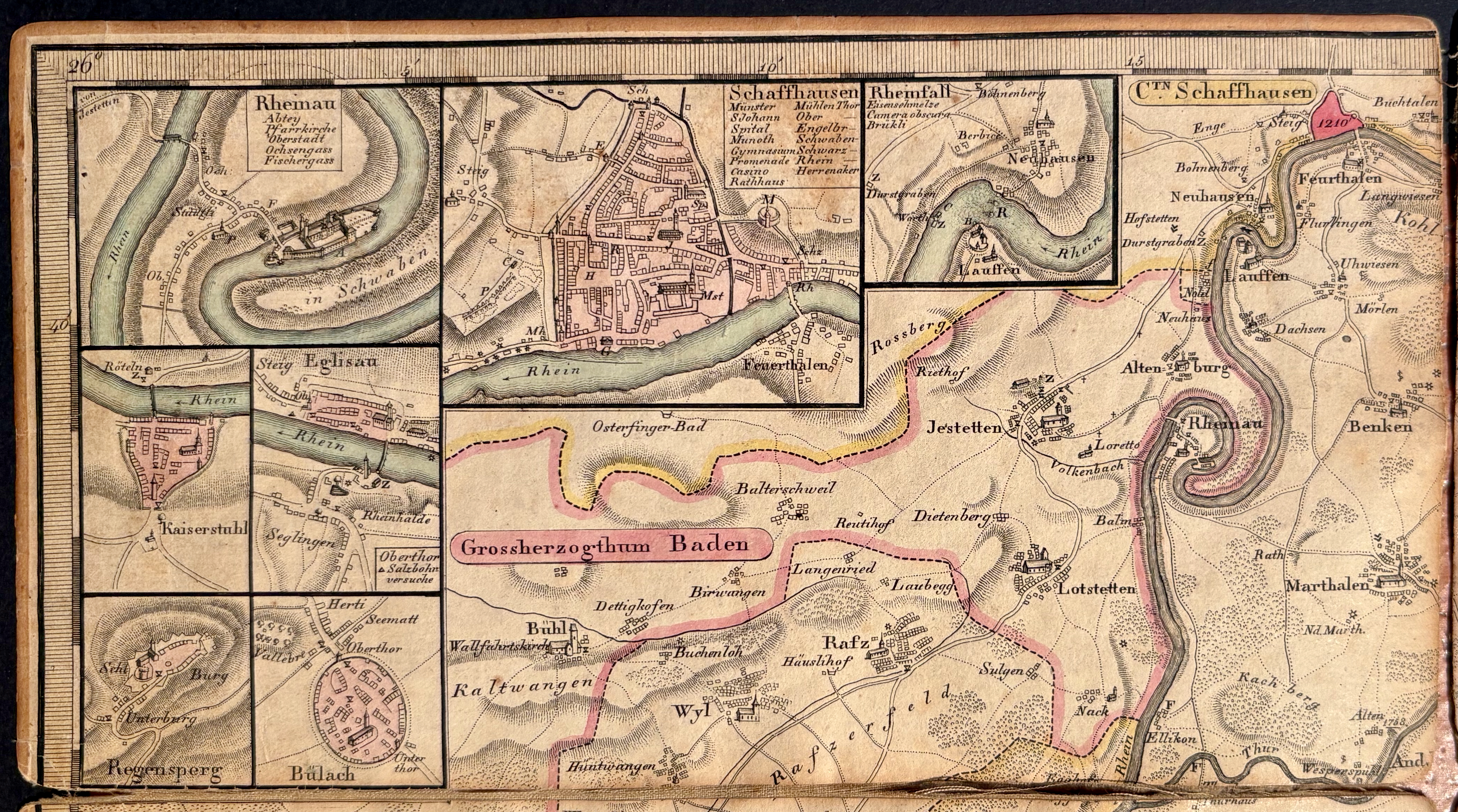
Rand oben links
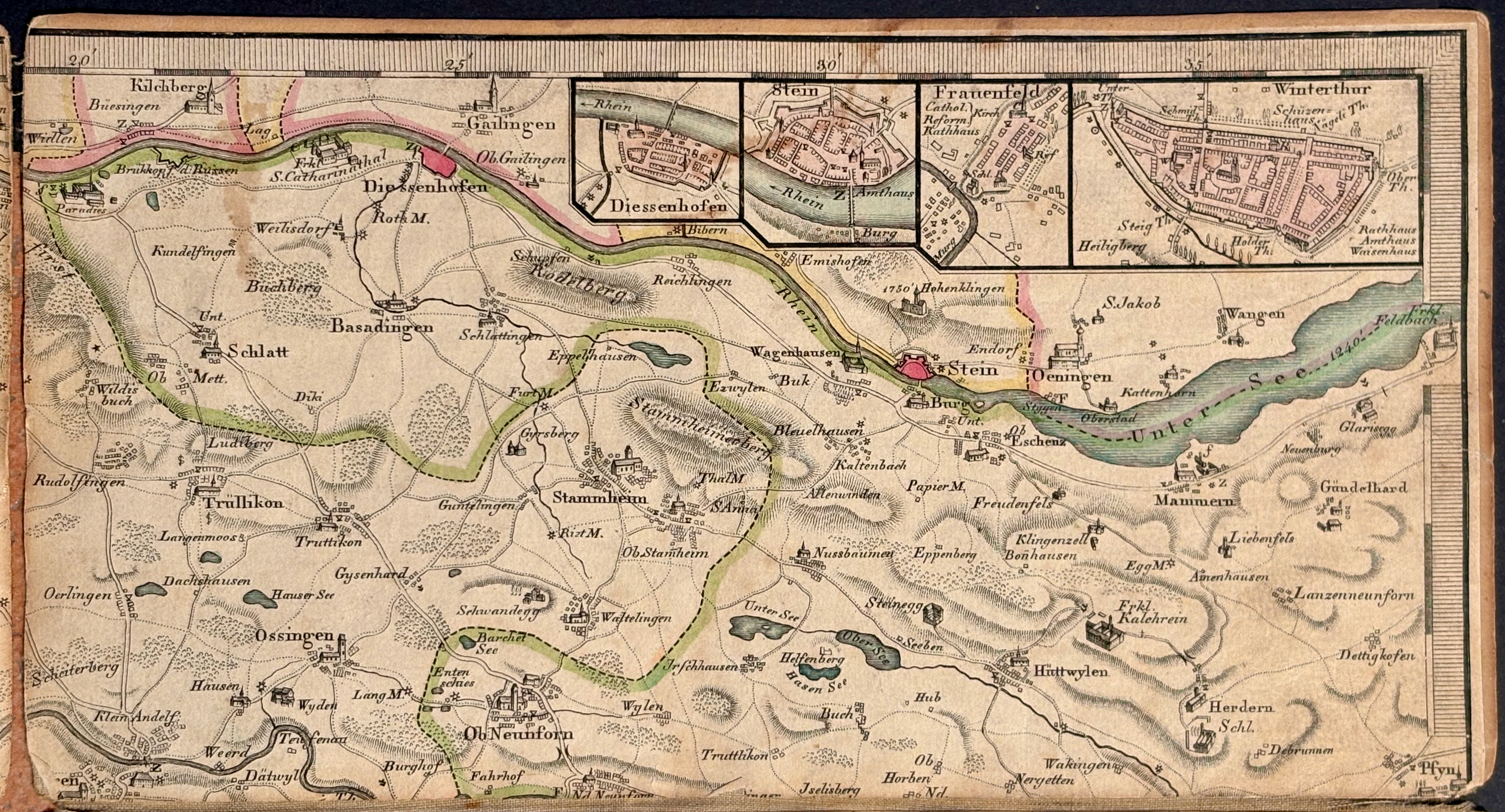
Rand oben rechts
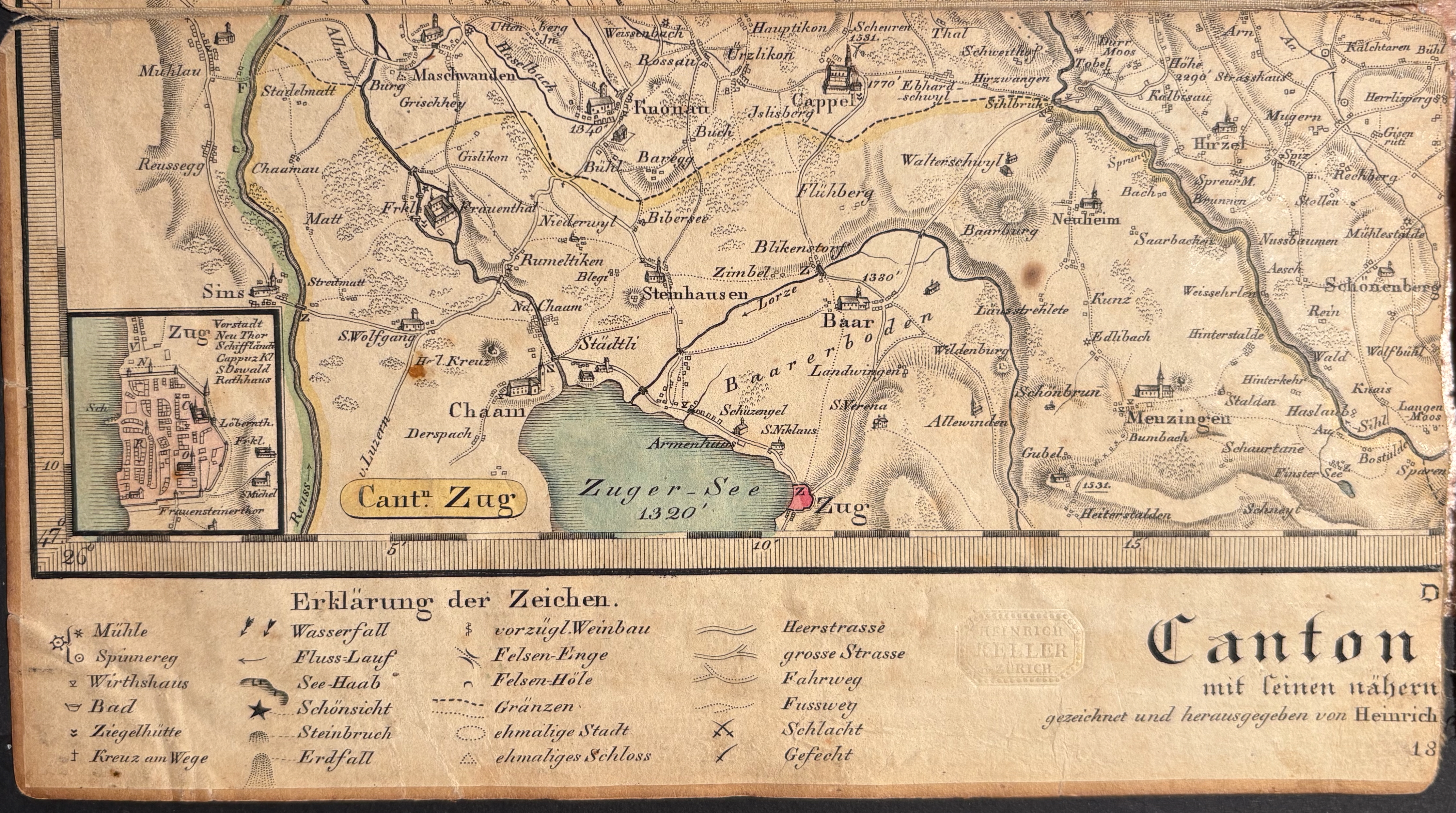
Rand unten links
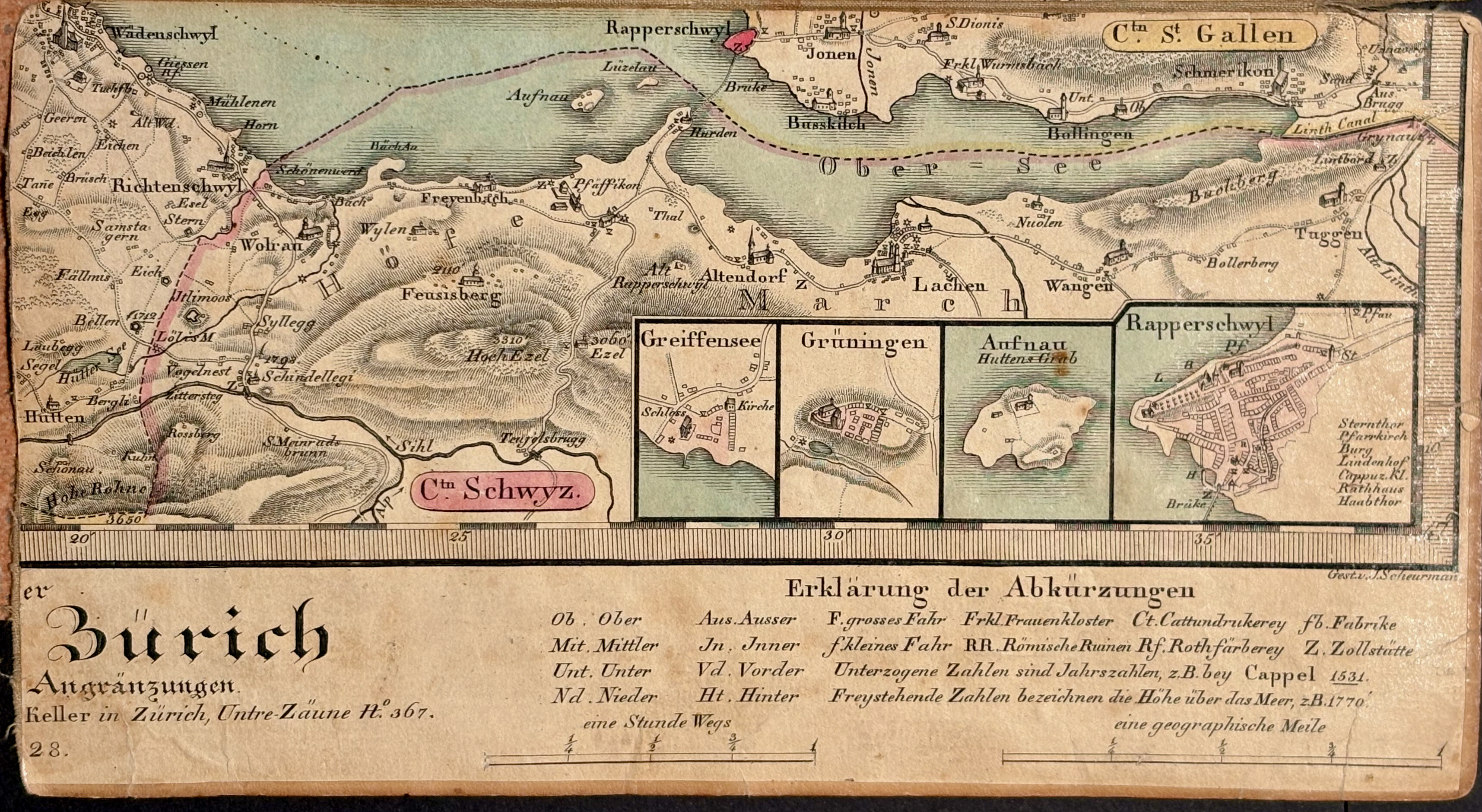
Rand unten rechts